# Ekaterini Irini Pitsiawa
Ekaterini Irini Pitsiawa (gr. Αικατερίνη Ειρήνη Πιτσιαβα; ur. 11 lipca 1994) – grecka zapaśniczka walcząca w stylu wolnym. Zajęła dwunaste miejsce na mistrzostwach Europy w 2019. Czternasta na igrzyskach europejskich w 2019. Mistrzyni śródziemnomorska w 2018. Druga na MŚ w zapasach plażowych w 2016 i trzecia w 2014 i 2015 roku.